# Мерион ап Константин
Мерион ап Константин (корн. Merion ap Constantin; 430—500) — король Корнубии (448?—500).

## Биография
Мерион был сыном сын короля Думнонии Константина ап Кономора. В 443 году его отец умер и королём Думнонии стал старший брат Мериона Эрбин. Через несколько лет Мерион завладел западные земли Думнонии для себя. Его государство стало называться Корнубией.
В 500 году Мерион ап Константин умер. Ему наследовал его старший сын Марк, а Фелек стал править мысом Лендс-Энд (около современного города Пензанс) и островами Лионессе.